# Hypodynerus coarctatus
Hypodynerus coarctatus är en stekelart som först beskrevs av Henri Saussure 1852.  Hypodynerus coarctatus ingår i släktet Hypodynerus och familjen Eumenidae. Inga underarter finns listade i Catalogue of Life.